# Jürgen Knauss (Fotograf)

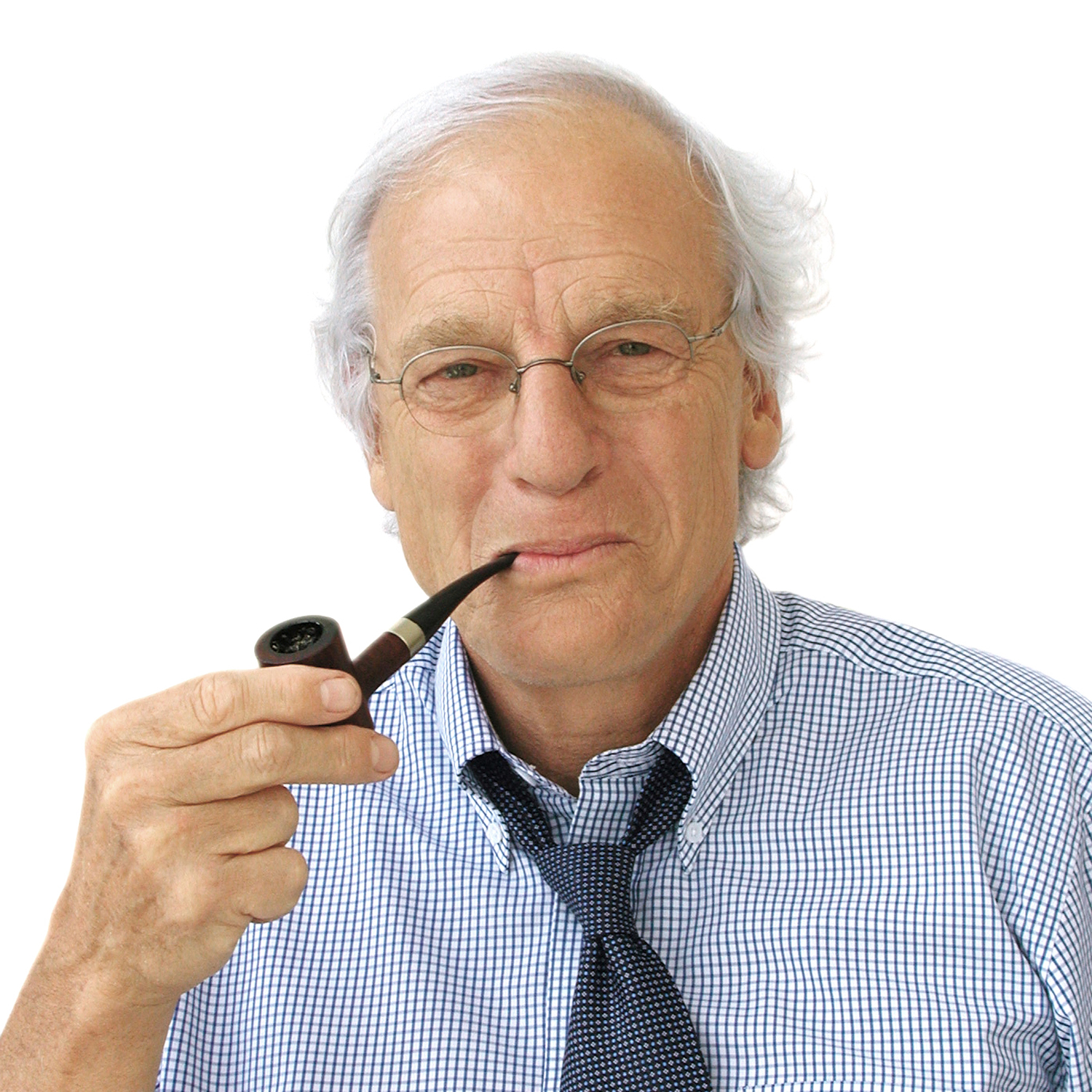
Jürgen Knauss

Jürgen Knauss (* 14. März 1938 in Darmstadt; † 18. Oktober 2024) war ein deutscher Unternehmer und Fotograf.

## Leben und Karriere
Knauss war gelernter Schriftsetzer und studierte Grafik. Knauss war mit der Verlegerin Claudia Knauss verheiratet.

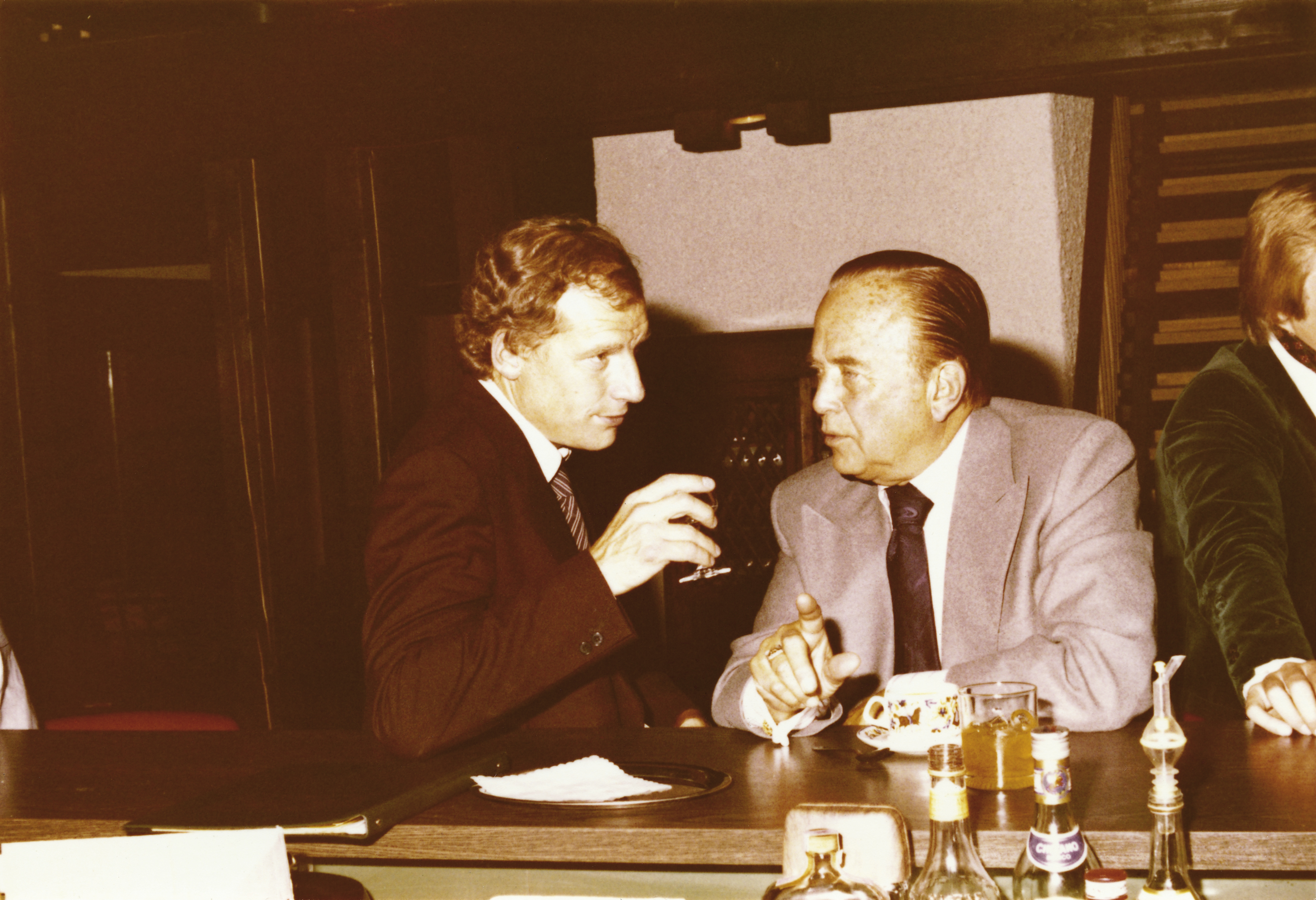
Jürgen Knauss und Ray Kroc

Zu Beginn seiner Karriere arbeitete Knauss für eine Druckerei in Brasilien. Nachdem er 1964 Friedrich W. Heye kennenlernte, begann er als Zeitschriftenlayouter für den Heye Verlag zu arbeiten, unter anderem für das special interest Magazin Boote. 1971 traf Knauss den Gründer von McDonald’s, Ray Kroc, in München, was zu einer 40-jährigen Marketingpartnerschaft führte. 1974 wurde Knauss alleiniger Geschäftsführer der Werbeagentur Heye & Partner. 1984 wurde er in den Aufsichtsrat von Needham Worldwide (heute DDB) ernannt. Nach dem Tod von Friedrich W. Heye im Jahr 1988 übernahmen Knauss und seine Frau Claudia 1989 den Heye Verlag.
2003 entwickelten Knauss und seine Agentur den McDonald’s-Slogan „Ich liebe es“, der in einem weltweiten Wettbewerb von 14 Agenturen gewonnen hat; er ist bekannt als der Macher dieses Slogans.
Er trat 2007 als CEO der Heye Werbeagentur zurück und war bis 2014 als Ehrenvorsitzender tätig. 2010 fusionierte unter Jürgen und Claudia Knauss der Heye Verlag mit dem Kalenderverlag Mannheim zur KV&H Verlag GmbH. 2012 verließen Jürgen und Claudia Knauss den Heye Verlag.
2014 gründete Knauss zusammen mit seiner Frau Claudia den +Knauss Verlag; er erscheint in den Publikationen als Yussof Knauss. 2015 wurde der +Knauss Werkraum in München eröffnet. Ein Teil seiner fotografischen Arbeit wird in Ausstellungen gezeigt.
2021 wurde bekannt, dass Heye mit der Salt Works GmbH unter dem Dach DDB München zusammengelegt wird.

## Auszeichnungen

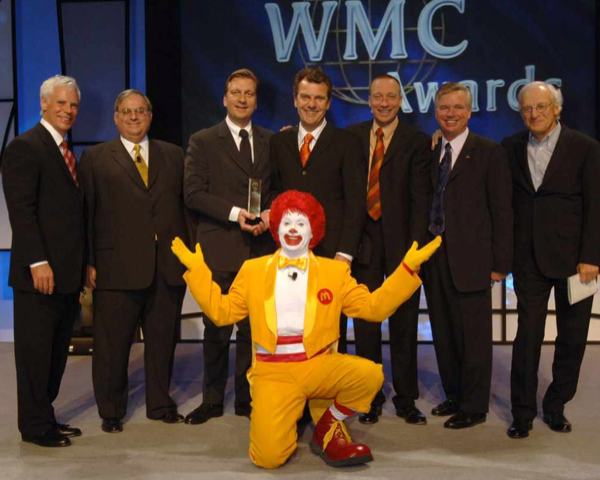
McDonalds Exellence Award 2005

- 1994: Mann des Jahres der Deutschen Werbeindustrie[17]
- 2005: Hamburger Food Service Preis[18]
- 2007: Charlie Bell Award von McDonald’s[19]
- 2016: Deutscher Fotobuchpreis Bronze, für das Fotobuch Burma/Myanmar – Im Fluss der Langsamkeit[20]
- 2018: Deutscher Fotobuchpreis Bronze, für das Fotobuch S.T.I.L.L.E.[21]

## Veröffentlichungen
- C. Knauss, J. Knauss, F. W. Heye, H. Valinue, H. Marceau: Mordillo Jubiläumsbuch. 1997, ISBN 3-89529-713-5.
- J. Knauss, Sueddeutsche Zeitung, Münchner Literaturhaus: München inspiriert. Heye & Partner, 2008.
- Jürgen Knauss, Jan Knauss: Deutsche See: FAMILY OF FISCH. +KNAUSS München, Hamburg 2011, ISBN 978-3-8401-1758-9.
- J. Knauss: Das Viertel (Glockenbachviertel, Isarvorstadt, Gärtnerplatzviertel München). Heye & Partner, 2013.
- C. Knauss, J. Knauss: Burma/Myanmar: Im Fluss der Langsamkeit. German, +KNAUSS Verlag, 2014, ISBN 978-3-00-046957-2.
- C. Knauss, J. Knauss u. a.: S.T.I.L.L.E.: Ein Buch, das fotografisch, literarisch und musikalisch zum Flanieren durch das Universum der Stille einlädt. KNAUSS Verlag, 2017, ISBN 978-3-00-056639-4.
- Jürgen Knauss, Jan Knauss, M. Lange: 24 Stunden BayArena 04. +KNAUSS Werkraum, München 2017.